# Seth Meyers
Seth Adam Meyers (Evanston, 1973. december 28. –) Primetime Emmy-díjas amerikai humorista, író, producer, színész, műsorvezető. A Late Night with Seth Meyers műsorvezetője. Korábban a Saturday Night Live szereplőgárdájának tagja volt.

## Élete
Az illinois-i Evanstonban született, és a michigani Okemosban, illetve a New Hampshire állambeli Bedfordban nőtt fel. Bátyja Josh Meyers színész.
Apai nagyapja zsidó menekült volt a litvániai Kalvarijából. Cseh, osztrák, horvát, svéd, brit és német felmenőkkel rendelkezik. A Finding Your Roots című műsorból megtudta, hogy nagyapja családja eredeti vezetéknevét, a Trakianski-t Meyers-re változtatta.
Az Edgewood Elementary általános iskolába járt. A Manchester High School West tanulójaként érettségizett, majd 1996-ban diplomázott a Northwestern University tanulójaként. Itt a Phi Gamma Delta testvériség tagja volt. Peter Grosz színész volt a szobatársa.
Egyetemista korában hotdogos standot üzemeltetett. Ebben az időben kezdett a humorral foglalkozni; a Mee-Ow Show nevű humortársulat tagja volt. Karrierjét az ImprovOlympic és a Boom Chicago nevű társulatokban folytatta.
2001-ben csatlakozott a SNL stábjához.

## Hatásai
Elmondása szerint David Letterman, a Monty Python, Steve Martin, Dennis Miller, Mel Brooks, Woody Allen, Richard Pryor, P. G. Wodehouse, Conan O'Brien és Jon Stewart voltak rá hatással.

## Magánélete
2013 júliusában jegyezte el barátnőjét, Alexi Ashe-t. 2013. szeptember 1-jén házasodtak össze. Első fiuk, Ashe Olson Meyers 2016. március 27-én született a Lenox Hill Hospitalban. Második fiuk, Axel Strahl Meyers 2018. április 8-án született. 2021. november 24-én jelentette be, hogy megszületett lánya,  Adelaide Ruth Meyers.
Kedvenc csapatai a Boston Red Sox, a Boston Celtics, a Pittsburgh Steelers, a Pittsburgh Pirates, a Pittsburgh Penguins, a Northwestern Wildcats, a holland labdarúgó-válogatott és a West Ham United.
2022. január 4-én bejelentette, hogy koronavírus-tesztje pozitív lett.